# Декоммунизация на Украине
Декоммуниза́ция на Украи́не (укр. Декомунізація в Україні) — государственная политика, проводимая Украиной с 2014 года после начала российско-украинской войны и открытия архивов о количестве жертв Красного террора, Сталинских репрессий и политзаключённых брежневского периода на Украине. В рамках декоммунизации был введён запрет на деятельность в стране коммунистической партии, демонтированы памятники советским диктаторам, государственным и партийным деятелям, также были убраны советские топонимы.
Процесс декоммунизации, который начался во времена распада СССР, активизировался во время «Ленинопада» в период и после Евромайдана, узаконен принятым 9 апреля 2015 года Верховной Радой Украины пакетом законов. 15 мая 2015 года законы подписал президент Украины Пётр Порошенко. Также в 2015 году был принят закон «Об осуждении коммунистического и национал-социалистического (нацистского) тоталитарных режимов на Украине и запрете пропаганды их символики». Законы были опубликованы 20 мая 2015 года и вступили в силу с 21 мая.
После 24 февраля 2022 года декоммунизация стала интенсивнее и более углублённой из-за вторжения России на Украину. В апреле 2023 года президент Украины Владимир Зеленский подписал закон о «деколонизации» топонимии, который запрещает географические названия, связанные с Россией. Запрещаются не только новые наименования, но и предписывается изменить старые.

## Начало декоммунизации

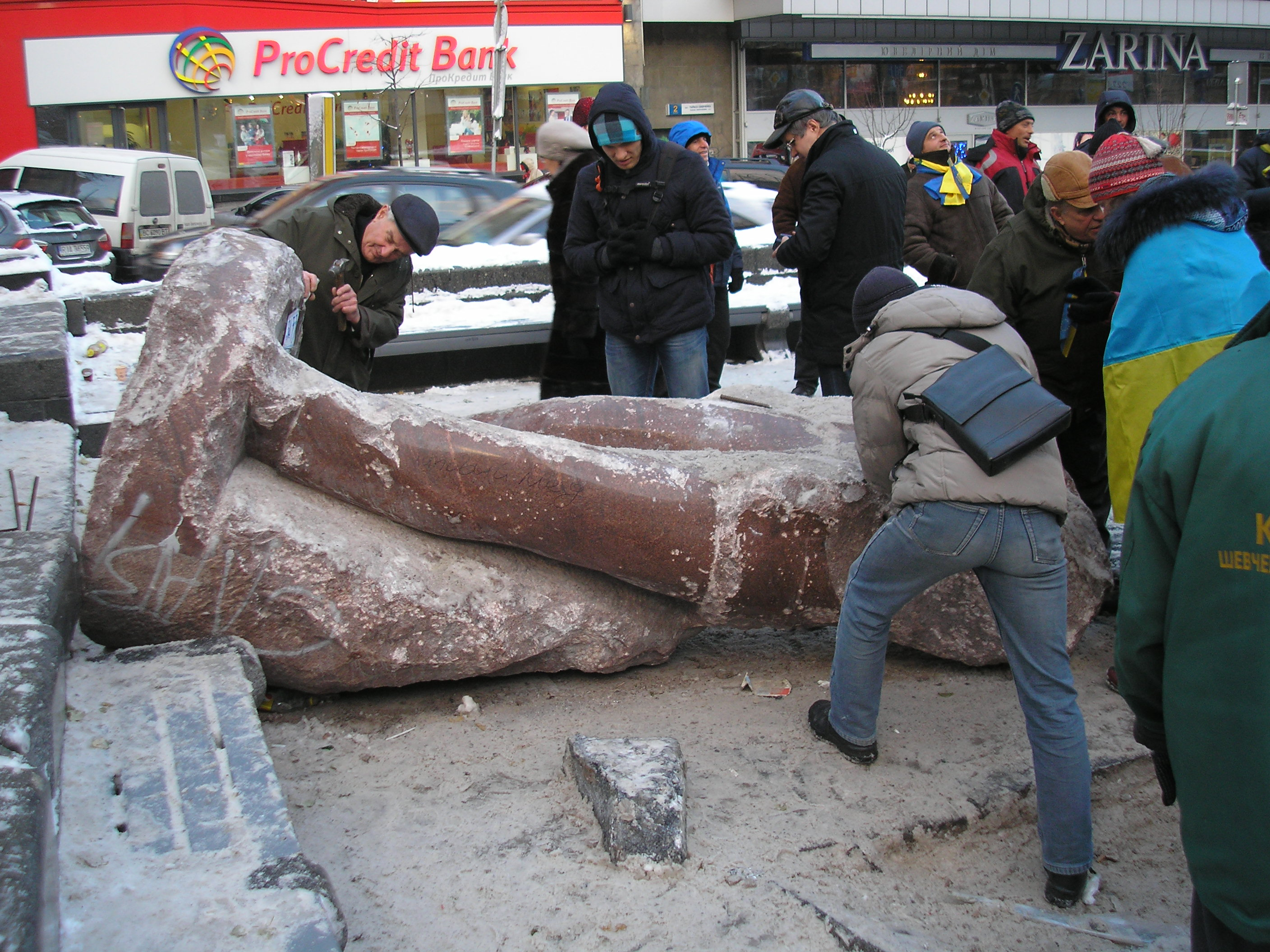
Уничтожение памятника Ленину в Киеве во время Евромайдана

Процесс декоммунизации в общественной жизни Украины начался сразу после провала Августовского путча и провозглашения независимости Республики. Сначала декоммунизации подверглись образование и воспитание. Из учебных программ учебных заведений были выведены дисциплины, посвящённые изучению основ коммунистической идеологии, истории Коммунистической партии и тому подобное. На предприятиях и в воинских частях были ликвидированы так называемые «ленинские комнаты», убраны бюсты Ленина и других коммунистических партийных деятелей.
Одним из первых советских памятников, снесённых на Украине, был монумент Великой Октябрьской социалистической революции в Киеве. Снос состоялся в соответствии с решением Киевсовета в сентябре 1991 года.
Во время Евромайдана 8 декабря 2013 года в Киеве был уничтожен памятник Владимиру Ленину. Это вызвало цепную реакцию в других городах — начался «ленинопад», в ходе которого массово сносились памятники советским государственным деятелям и советская символика. За первый год памятники Ленину были снесены или демонтированы во всех областных центрах, кроме Запорожья, Донецка, Луганска и Симферополя.

## «Декоммунизационный пакет законов»
Четыре декоммунизационных закона были одобрены на заседании Кабинета министров Украины 31 марта 2015 года:
- «Об увековечении победы над нацизмом во Второй мировой войне 1939—1945» (закон № 315-VIII)[закон 2];
- «О доступе к архивам репрессивных органов коммунистического тоталитарного режима 1917—1991 годов» (закон № 316-VIII)[закон 3];
- «Об осуждении коммунистического и национал-социалистического (нацистского) тоталитарных режимов в Украине и запрете пропаганды их символики» (закон № 317-VIII)[11].
- «О правовом статусе и памяти борцов за независимость Украины в XX веке» (закон № 314-VIII)[11].

В частности, «декоммунизационный пакет законов» устанавливает уголовную ответственность для лиц, открыто выражающих коммунистические взгляды и отрицающих «преступления коммунистического тоталитарного режима». В частности, публичное исполнение группой людей «Интернационала» (гимн СССР до 1944 г.), наказывается лишением свободы на срок от 5 до 10 лет с конфискацией имущества или без таковой, что является более суровым наказанием, чем предусмотренные украинским законодательством санкции за изнасилование и сопоставимо с наказанием за нанесение тяжких телесных повреждений.
9 апреля 2015 года Верховная рада Украины приняла решение принять все 4 закона за основу и в целом, хотя были предложения принять их только в первом чтении. Представил законы председатель Украинского института национальной памяти, историк Владимир Вятрович.
Законы поддержало большинство депутатов фракций «Блока Петра Порошенко», «Народного фронта», «Самопомощи», «Блока Радикальной партии Олега Ляшко», а также «Батькивщины» (исключая лидера партии — Юлии Тимошенко).
Председатель Верховной Рады Владимир Гройсман, который лично не поддержал ни один из этих четырёх законов, подписал их только через 20 дней после принятия — 30 апреля 2015 года. 15 мая 2015 года законы подписал президент Пётр Порошенко. Декоммунизационные законы были опубликованы 20 мая в газете Верховной Рады «Голос Украины», и, соответственно, вступили в силу с 21 мая 2015 года.

## Переименование административных единиц
Два областных центра подлежали переименованию — Днепропетровск и Кировоград. Днепропетровск был назван в честь Григория Петровского, украинского советского и партийного деятеля. Кировоград — в честь партийного деятеля Сергея Кирова, который при жизни никогда там не был и никоим образом с ним не связан. Так как жители обоих городов не выбрали новых вариантов большинством голосов, Верховная рада Украины переименовала эти города соответственно 19 мая 2016 года — Днепропетровск в Днепр, а 14 июля 2016 года — Кировоград в Кропивницкий. Для переименования Кировоградской и Днепропетровской областей нужно изменить Конституцию, где эти области прописаны, для чего необходимо набрать конституционное большинство в 300 голосов депутатов (по состоянию на январь 2022 года этот вопрос Верховной Радой не рассматривался).
Украинский институт национальной памяти после вступления законов в силу пригласил к сотрудничеству волонтёров-краеведов для подготовительной работы по реализации закона № 317-VIII. Связано это с тем, что институт формирует информационную базу наименований населённых пунктов, содержащих символику коммунистического режима, их исторических названий и предложений о переименовании.

### Критерии переименования
Согласно закону Украины «Об осуждении коммунистического и национал-социалистического (нацистского) тоталитарных режимов в Украине и запрет пропаганды их символики», который был принят Верховной Радой Украины 9 апреля 2015, изменению названий подлежат топонимы (географические названия и названия улиц и предприятий населённых пунктов Украины), имеющие коммунистическое происхождение.
Тем же законом определён термин «коммунистическая партия» (статья 1, часть 1, пункт 1), «пропаганда коммунистического и национал-социалистического (нацистского) тоталитарных режимов» (ст. 1, ч. 1, п. 2), «советские органы государственной безопасности» (ст. 1, ч. 1, п. 3), «символика коммунистического тоталитарного режима» (ст. 1, ч. 1, п. 4), к последней относятся изображения, гимны, памятники, лозунги, цитаты и т. д., «символика национал-социалистического (нацистского) тоталитарного режима» (ст. 1, ч. 1, п. 5).
Правовое требование переименования топонимов с коммунистическим происхождением содержится в ст. 7, ч. 6 того же закона.
Субъекты переименования:
- В рамках Украины, областных и районных советов: области, районы, населённые пункты (города, посёлки городского типа, посёлки сельского типа, сёла), соответствующие Советы (областные, районе, городские, поселковые, сельские).
- В рамках населённых пунктов: районы в городах, улицы, бульвары, проспекты, переулки, проезды, площади, набережные, скверы, мосты, другие объекты топонимики (пути, кварталы, микрорайоны, жилые массивы и т. п.), а также названия предприятий, учреждений, организаций.

Критерии переименования:
- Основной критерий — символика коммунистического тоталитарного режима.
- Всеохватность критериев — не всегда ясно, имеет ли то или иное название признаки пропаганды или символики коммунистического тоталитарного режима, поэтому в некоторых случаях невозможно обойтись без экспертов (в частности, специалистов Украинского института национальной памяти).
- Прямое указание критериев переименования — описано в ст. 1, ч. 1, п. 4 е, ж, в — список А (см. ниже).
- Косвенные случаи критериев переименования — не имеет прямого упоминания в данном законе — список Б (см. ниже).

В случаях формальной принадлежности лица к списку А, но если лицо не было причастно к пропаганде коммунистического режима или преступлений режима и отметилось значительным вкладом в развитие культуры или техники, оно может быть внесено в особый список В (см. ниже). В список В не может быть внесено лицо, работавшее в советских органах государственной безопасности.
Переименование топонимов коммунистического происхождения, производных от других топонимов коммунистического происхождения (например, «ул. Кировоградская» — производное не от «Киров С. М.», а от города «Кировоград»), должно осуществляться только в случаях, когда были изменены топонимы, от которых пошли первые (например, «ул. Ленинградская» подлежит изменению, так как город Ленинград был переименован в Санкт-Петербург, а «ул. Днепропетровская» не подлежит, так как город Днепропетровск не был переименован на момент принятия решения о переименовании улицы) — список Г.
Список А
1. Имена (в том числе фамилии, имена и отчества) и псевдонимы лиц:
  - руководители коммунистической партии (должность секретаря районного комитета и выше): Центральный комитет, Политбюро, Президиум, исполкомы РСДРП(б), РКП(б), ВКП(б), КПСС, КП(б)У, КПУ, компартии республик СССР и тому подобное;
  - руководители высших органов власти и управления СССР, УССР, других союзных или автономных советских республик: Совет народных комиссаров (Совет министров) СССР, РСФСР, УССР, других республик СССР, Народные комиссариаты (Министерства), ЦИК (Президиум Верховного Совета), Высший Совет Народного Хозяйства и тому подобное;
  - лица (не только руководители), работавшие в советских органах государственной безопасности: Совета народных комиссаров, ГПУ, ОГПУ, НКВД, НКГБ, МГБ, КГБ и их территориальных, функциональных, структурных подразделениях, а также непосредственно подчиненные этим органам боевые отряды, охрана, войска или специальные части (в том числе ревкомы)
2. Абстрактные названия, связанные с коммунистическим режимом:
  - названия СССР, УССР, других союзных или автономных советских республик и производные от них (в том числе название «советский»);
  - названия, связанные с деятельностью коммунистической партии (включая партийные съезды)
  - названия, связанные с годовщинами Октябрьской революции 25 октября (7 ноября) 1917 года: революционный, октябрьский и тому подобное;
  - названия, связанные с установлением советской власти на территории Украины или в отдельных административно-территориальных единицах;
  - названия, связанные с преследованием участников борьбы за независимость Украины в XX веке (кроме названий, связанных с сопротивлением и изгнанием нацистских оккупантов из Украины или с развитием украинской науки и культуры);
  - наименование самой коммунистической партии (ст. 1, ч. 1, п. 4ж): коммунистический, большевистский и тому подобное;
3. Названия визуальных символов и атрибутики коммунистической партии и режима (ст. 1, ч. 1, п. 4в): серп и молот, красная звезда, красный флаг.

Список Б
1. Имена (в том числе фамилии, имена и отчества) и псевдонимы лиц:
  - погибших при установлении советской власти в СССР и Украинской ССР, имена которых широко использовались для пропаганды режима: Володарский, Бакинские комиссары и тому подобное;
  - деятели культуры и техники, активно поддерживавшие при жизни коммунистический режим или бывшие профессиональными пропагандистами, и широко использовавшиеся для пропаганды режима: Горький, Фадеев, Фурманов и тому подобное;
  - руководители иностранных коммунистических партий мира, имена которых широко использовалось для пропаганды режима: Роза Люксембург, Клара Цеткин, Морис Торез и тому подобное;
  - коммунистические герои (красные командиры, в том числе местные) времен Гражданской войны и насильственного установления советской власти: Котовский, Пархоменко, Чапаев и тому подобное;
  - известные и местные революционеры (в том числе, умерших до даты установления советской власти), имена которых широко использовались для пропаганды режима: Бабушкин, рабочий Алексеев и другие;
  - известные участники «троек», прокуроры и судьи РСФСР, СССР, УССР, союзных республик, выносившие приговоры политически репрессированным лицам: Акулов, Вышинский и тому подобное;
2. Абстрактные названия, связанные с коммунистическим режимом:
  - названия производных от коммунистической партии политических образований: Комсомол, Интернационал, Коминтерн, Профинтерн и тому подобное;
  - названия понятий досоветского развития коммунистической идеи, которые в 1917—1991 гг. широко использовались для пропаганды режима: Парижская коммуна, марксизм, революционное движение, коммунар, Январская революция 1905 года и тому подобное;
  - названия типов хозяйств и инструментов хозяйствования, типичных для СССР, широко использовавшихся для пропаганды режима, а иногда созданных путём насильственных действий: колхоз, совхоз, пятилетка, рабфак, советы, постройком, Нарпит и тому подобное;
  - названия пролетарского движения и производных от него, который широко использовался для пропаганды режима: пролетарий, Первомай, ударник, трудовая армия, трудовые резервы и так далее;
  - названия печатных официальных органов коммунистической партии: «Известия», «Правда», «Искра» и тому подобное;
  - названия военных подразделений, участвовавших в установлении советской власти на Украине: Красная армия, Красная гвардия, Конная армия, политбойцы, (советские) партизаны и тому подобное;
  - названия других государственных символов и институтов РСФСР, СССР, УССР, которые широко использовались для пропаганды режима: Конституция СССР, комитеты, Осоавиахим, Крейсер «Аврора» и другие;
  - названия других идей, абстрактных понятий, литературных персонажей, литературных эпитетов, связанных с коммунистических режимом, широко использовавшихся для пропаганды режима: «буревестник», «светлый путь», Павлик Морозов, Павел Корчагин и другие.

Список В
1. Имена (в том числе фамилии, имена и отчества) и псевдонимы лиц:
  - руководители высших органов власти и управления СССР, УССР, других союзных или автономных советских республик: Совет народных комиссаров СССР, Совет министров СССР, РСФСР, УССР, других республик СССР, Народные комиссариаты (Министерства), ЦИК(Президиум Верховного Совета) , Высший Совет Народного Хозяйства, которые не имели отношения к пропаганде коммунистического режима или преступлений режима и определились значительным вкладом в культуру и технику государства: Егор Абакумов, Федор Ананченко, Василий Вахрушев, Антон Гаевой, Александр Засядько, Вячеслав Малышев, Николай Семашко, Владимир Цыбулько и др.

Список Г
1. Имена и абстрактные названия, которые пошли от названий других топонимов, которые не получили изменения до декоммунизации, например улицы Артемовская и Кировоградская пошли не от имен Артём и Киров, а от названий городов Артёмовск и Кировоград, также Володарское шоссе в Мариуполе (от пгт. Володарское) — не должны быть изменены в отличие от улиц Ленинградская, Куйбышевская и Ждановского шоссе (в Донецке).

### Постановления Верховной Рады Украины
Подробнее см. Список топонимов Украины, переименованных в результате декоммунизации.
- 25 ноября 2015 года Верховная Рада Украины приняла Постановление № 825-VIII «О переименовании села Радянское Кременецкого района Тернопольской области»[24].
- 4 февраля 2016 года Верховная Рада Украины приняла Постановление № 984-VIII «О переименовании отдельных населённых пунктов и районов»[25], было выполнено 175 переименований, в том числе 5 городов, 6 пгт и 1 район.
- 17 марта 2016 года Верховная Рада Украины приняла Постановление № 1037-VIII «О переименовании отдельных населённых пунктов»[26], было выполнено 152 переименования, в том числе 1 город и 2 пгт.
- 12 мая 2016 года Верховная Рада Украины приняла
  - Постановление № 1351-VIII «О переименовании отдельных населённых пунктов и районов на временно оккупированных территориях Донецкой и Луганской областей»[27], было выполнено 76 переименований, в том числе 12 городов, 22 пгт и 3 района.
  - Постановление № 1352-VIII «О переименовании отдельных населённых пунктов и районов Автономной Республики Крым и города Севастополя»[28]. Документом предусмотрено 75 переименований, вступающих в силу с момента восстановления украинской власти в Крыму[28]. Предусмотрено переименование одного города, девяти посёлков городского типа и пяти районов.
  - Постановление № 1353-VIII «О переименовании отдельных населённых пунктов»[29], было выполнено 224 переименования, в том числе 4 города, 7 пгт и 6 районов.
- 19 мая 2016 года Верховная Рада Украины приняла
  - Постановление «О переименовании отдельных населённых пунктов и районов». Законопроектом № 4085[30] было выполнено 285[31] переименований[32], в том числе 6 городов, 11 пгт и 9 районов.
  - Постановление «О переименовании некоторых населённых пунктов»[33]. Законопроектом № 4691 было выполнено 12 переименований, в том числе 1 пгт.
  - Постановление «О переименовании города Днепропетровска Днепропетровской области». Законопроектом № 3864 город Днепропетровск был переименован в Днепр.
- 14 июля 2016 года Верховная Рада Украины приняла
  - Постановление «О переименовании некоторых населённых пунктов Николаевской, Одесской, Харьковской областей и Коминтерновского района Одесской области». Законопроектом № 4907[34] были переименованы 4 населённых пункта и 1 район.
  - Постановление «О переименовании некоторых населённых пунктов Закарпатской, Одесской и Черниговской областей». Законопроектом № 4651[35] были переименованы 3 села.

## Лица, подпадающие под действие законов о декоммунизации
В октябре 2015 Украинский институт национальной памяти обнародовал список из 520 человек, чья деятельность подпадает под действие законов о декоммунизации. Названия улиц и другие топонимы в их честь должны быть изменены до 21 ноября 2015 года.
В список вошли лица, которые занимали руководящие должности в коммунистической партии, высших органах власти и управления СССР, УССР, других союзных или автономных советских республик. Названные сотрудники ЧК-ГПУ-НКВД-КГБ, а также деятели коммунистической партии, Октябрьской Революции 1917 года. Также под декоммунизацию подпадают те, кто устанавливал советскую власть на Украине, преследовал участников борьбы за независимость Украины в XX веке.

## Открытие архивов и уголовные дела в отношении представителей советских спецслужб
Открытие архивов советских репрессивных органов вызвало сопротивление у ветеранов органов. В сентябре 2016 года, узнав о рассекречивании информации о деятельности органов госбезопасности на Ровенщине в 1940—1950-х годах, Борис Стекляр, человек, который убил Нила Хасевича, подал иск в Ровенский городской суд с требованием запретить доступ к своему личному делу, хранящемуся в архивах Службы безопасности Украины. На заседание он не явился, но обратился в суд с заявлением оставить дело без рассмотрения. После рассекречивания дела Стекляра в апреле 2017 года стало известно о том, что Генеральная прокуратура Украины в связи с расследованием гибели Хасевича возбудила уголовное дело в отношении 94-летнего Бориса Стекляра по пунктам 1, 8 части 2 статьи 115 Уголовного кодекса Украины (Умышленное убийство двух и более лиц, в связи с исполнением этим лицом служебного или общественного долга). Подателем заявления о расследовании выступил Денис Полищук. Перед судом Стекляр не предстал — умер 18 января 2018 года на свободе.

## Результаты
Результатами декоммунизации стали:
- Продолжение демонтажа памятников советским государственным и партийным деятелям;
- Переименование ряда топонимов;
- Уголовное преследование за использование коммунистической символики.

К августу 2017 года были демонтированы 2389 памятников, из них 1320 памятников Ленину. В городах на территории Украины, подконтрольной Киеву, в общественных местах памятников Ленину не осталось. Переименовано 987 населённых пунктов, в том числе 32 города, и примерно 52 тысячи улиц. Для переименования Днепропетровской и Кировоградской областей необходимо внести изменения в Конституцию Украины, чего пока не сделано. Большая часть плана декоммунизации выполнена, остаются несколько десятков местных общественных дискуссий по спорным вопросам о переименовании.
31 мая 2018 года глава Украинского института национальной памяти В. Вятрович сказал, что «в контексте лишения Украины символов коммунистического тоталитарного прошлого работа почти завершена… „Почти“, в частности, из-за Киева, потому что там до сих пор стоят памятники Щорсу. В Киеве до сих пор на монументе Родины-матери есть советский герб, который должен бы быть убран». В рамках декоммунизации было переименовано 987 населенных пунктов и 52 тысячи топонимов. Демонтировано почти 2,5 тыс. памятников, из которых более 1,5 тыс. были монументами в честь Ленина.

### Уголовные дела за использование коммунистической символики
В 2015—2016 годах приговоров за использование коммунистической символики не было. 4 мая 2017 года один из судов Львова осудил на 2,5 года лишения свободы условно (с применением соглашения о признании вины) студента университета за публикацию в период с мая 2015 года по апрель 2016 года философско-политических цитат из сочинений Ленина, а также лозунгов «Ленин жил, Ленин жив, Ленин будет жить!» «План — закон, выполнение — долг, перевыполнение — честь!». Технику, изъятую у обвиняемого (два ноутбука и т. п.) суд ему вернул, но постановил уничтожить «Капитал» Карла Маркса, партийный билет, комсомольские документы, а также иную продукцию с коммунистической символикой (флаги, плащи-дождевики, футболки, кепки), красную, жёлто-синюю и георгиевскую ленты. Это был первый приговор за использование коммунистической символики на Украине (по статье 436-1 Уголовного кодекса Украины).

## Запрет Коммунистической партии Украины
В начале мая 2014 года и. о. главы государства Александр Турчинов попросил Минюст проверить деятельность КПУ на предмет законности и заявил о возможности её запрета в судебном порядке в связи с её возможным участием и активной поддержкой акций протеста на юго-востоке страны.
К 14 июня глава СБУ Валентин Наливайченко предоставил в Министерство юстиции Украины документы о запрете партии. Ряд членов КПУ, в том числе депутатов Верховной рады, обвинён в пособничестве сепаратистам из Донецкой и Луганской областей.
8 июля Министерство юстиции Украины и Государственная регистрационная служба обратились в суд с прошением о рассмотрении запрета деятельности на территории Украины Коммунистической партии. Министр юстиции Украины Павел Петренко заявил, что кроме ликвидации Компартии, возможна уголовная ответственность для некоторых её членов. Доказательная база противозаконных действий со стороны КПУ состоит из 129 листов, а также видео- и аудиоматериалов, а иск содержит доказательства причастности представителей КПУ к действиям, приведшим к тому, что «Россия оккупировала Крым, к поставкам оружия и финансированию террористов в восточных регионах, к проведению сепаратистских референдумов в Луганской и Донецкой областях».
22 июля 2014 года Верховная рада проголосовала за роспуск фракции КПУ и за законопроект о внесении в регламент Верховной рады изменений, согласно которым депутатская фракция, депутатов в составе которой стало меньше предписанного минимального числа, подлежит роспуску. Председатель ВР Александр Турчинов сообщил, что сразу после подписания закона президентом Украины объявит о роспуске фракции КПУ (из 33 членов которой к 1 июля осталось лишь 23 человека, остальные написали заявления о выходе из фракции)) в парламенте. В тот же день Пётр Порошенко подписал указ о роспуске фракции КПУ, и спустя 2 дня Александр Турчинов объявил об этом в Верховной Раде Украины, заявив: «Це історична подія, коллеги! Я сподіваюся, що більше ніколи комуністичних фракцій в українському парламенті не буде!» («Это историческое событие, коллеги! Я надеюсь, что больше никогда коммунистических фракций в украинском парламенте не будет!»).
25 июля советник министра внутренних дел Украины Зорян Шкиряк сообщил о том, что КПУ в финансировании терроризма и сепаратизма сотрудничала с лидерами КПРФ Геннадием Зюгановым и ЛДПР Владимиром Жириновским.
Несмотря на это, ЦИК Украины 15 сентября зарегистрировал Коммунистическую партию на внеочередные выборы депутатов Верховной Рады. В избирательный список вошло 205 человек, список возглавили: Пётр Симоненко, депутат Рады Адам Мартынюк, пенсионерка Екатерина Самойлик, сотрудник Института государства и права имени В. Корецкого Василий Сиренко и депутат Рады Пётр Цыбенко. На выборах в Раду КПУ после обработки 100 % протоколов получила 3,88 % голосов, что означает, что партия не проходит в Раду, поскольку не был преодолён 5%-й проходной барьер. Наибольшее количество голосов КПУ получила в Луганской и Донецкой областях, где за партию проголосовало 11,88 % и 10,25 % избирателей соответственно.
5 ноября Окружной административный суд Киева приостановил рассмотрение иска Министерства юстиции Украины о запрете деятельности КПУ до того момента, пока в судах не будет рассмотрен иск КПУ к Министерству юстиции.
9 ноября в эфире канала «1+1» глава СБУ Валентин Наливайченко отметил, что запрет КПУ — это важное дело для национальной безопасности страны, поскольку коммунистические местные центры активно помогают российским военным и наёмникам на востоке Украины.
2 декабря в Верховной Раде были освящены места, на которых в прошлом созыве сидели депутаты от Компартии — «места, где сидели безбожники» — пояснил священник.
24 декабря Киевский апелляционный административный суд отменил решение суда от 5 ноября о приостановлении производства по делу о запрете КПУ. Таким образом, дело КПУ вернулось в суд первой инстанции.
9 апреля 2015 года голосами 254 народных депутатов принят проект закона «Об осуждении коммунистического и национал-социалистического (нацистского) тоталитарных режимов на Украине и запрет пропаганды их символики». 15 мая закон был подписан Президентом и вступил в силу. 20 мая на пленуме ЦК КПУ в связи с принятием закона было принято решение развивать новую политическую партию с похожей идеологией, но без слова «коммунистическая» в названии, предположительно она будет называться «Возрождение Украины». Тем временем Пётр Симоненко основал общественную организацию «Левый марш: труд, зарплата, защита».
12 июня 2015 года Коммунистическая партия Украины вместе с Прогрессивной социалистической партией Украины, тремя более мелкими политическими партиями (среди которых партия «Киевская Русь», Рабочая партия Украины и Славянская партия Украины), тринадцатью общественными организациями (среди которых Славянский комитет Украины и др.) и шестью физическими лицами создали движение «Левая оппозиция».
16 декабря 2015 года Окружной административный суд Киева удовлетворил в полном объёме иск министерства юстиции страны, запретив деятельность Коммунистической партии Украины. КПУ намерена обжаловать данное решение в вышестоящих судебных инстанциях в Украине и в Европейском суде по правам человека. «Международная Амнистия» на Украине следующим образом оценила запрет КПУ: «Запрет Коммунистической партии Украины вводит опасный прецедент. Этот шаг отбрасывает Украину назад на её пути к реформированию и уважению прав человека».
28 декабря 2015 года Коммунистическая партия Украины подала апелляцию на решение Окружного административного суда Киева, которым запрещена деятельность партии. «Коммунистическая партия Украины обратилась в Киевский апелляционный административный суд с апелляционной жалобой на постановление Окружного административного суда города Киева от 16 декабря 2015 года», — указано в сообщении пресс-службы. КПУ считает указанное решение суда первой инстанции незаконным и необоснованным, а также принятым с нарушением норм материального и процессуального права, и как следствие, подлежащим отмене апелляционным судом в полном объёме. 25 января 2016 года Высший админсуд отказал Коммунистической партии Украины в рассмотрении кассационной жалобы о пересмотре дела о прекращении деятельности партии.
По состоянию на июнь 2018 года формально Коммунистическая партия Украины не запрещена, так как решение суда о её запрете не вступило в законную силу (производство по делу приостановлено Апелляционным судом до рассмотрения Конституционным судом Украины запроса 46 депутатов Верховной рады о конституционности закона о декоммунизации). Однако численность партии сократилась вдвое, при этом средний возраст её членов увеличился.
16 мая 2022 года Коммунистическая партия Украины была распущена и запрещена.

## Оценка законов

### Реакция на Украине
За день до рассмотрения декоммунизационных законов в Верховной Раде председатель Украинского института национальной памяти Владимир Вятрович призвал парламентариев поддержать их такими словами:

… Ненаказанное зло растет. Осудить преступления — это не вопрос мести, это вопрос справедливости. Поэтому европейские страны, пережившие тоталитаризм, приняли законы, которыми подтвердили: вновь возникшее государство обязуется никогда не повторить тоталитарные практики. …

В ночь на 11 апреля в Харькове неизвестные снесли три памятника советского времени: Якову Свердлову, Серго Орджоникидзе и Николаю Рудневу, при этом повредили ограждения университета, на территории которого стоял один из них. Все они стояли в разных районах города. По факту хулиганства милиция возбудила уголовное дело.
После подписания законов президентом Первый заместитель председателя Верховной Рады Украины Андрей Парубий назвал их «веховыми законами для нашего государственного становления, для самосознания Украины, как свободной, современной, устремлённой в будущее единой нации». Также он отметил, что «зло должно быть названным и осуждённым, а Герои должны быть признаны и отмечены».
По мнению лидера украинских коммунистов Петра Симоненко:

Ведь если осуждается и признаётся преступной политика режима с 1917 по 1991 годы, то тогда преступным является всё то, что сделано для Украины и украинского народа. Преступным является то, что Украину сформировали коммунисты в границах, которые сегодня есть, то есть присоединение областей Западной Украины, Черновицкой области, Бессарабии, как и Донецко-Криворожской республики признается преступным.

### Реакция в России
Министерство иностранных дел России выразило обеспокоенность в связи с принятием в Украине закона о запрете пропаганды коммунистического режима. Согласно заявлению МИД, украинская власть приняла законопроекты, ограничивающие реализацию прав на свободу мысли, совести и убеждений.
На оккупированных Россией территориях Украины сохраняли и возвращали топонимы советского периода.

### Обоснование необходимости принятия законов
Председатель Украинского института национальной памяти (работавшего над декоммунизационными списками), историк Владимир Вятрович высказался о декоммунизации: 
…отсутствие политики декоммунизации в Украине после провозглашения независимости было одной из причин, которые привели к неосоветскому реваншу режима Януковича. … Носители советских ценностей (а не русские или русскоязычные, как об этом говорит российская пропаганда) в настоящее время является главным кадровым резервом террористических отрядов в так называемых ДНР и ЛНР. Поэтому вопрос декоммунизации для Украины сегодня касается уже не только гуманитарной политики, но и политики безопасности.
Российский правозащитник и диссидент, журналист и общественный деятель Александр Подрабинек в своей статье «Виват, Украина!» высказался в поддержку законов о декоммунизации:
…правозащитники опасаются, что запрет коммунистической и нацистской пропаганды может ограничить свободу слова. Справедливые опасения. Более того, можно твёрдо сказать, что это и есть ограничение свободы слова. В стабильном демократическом государстве это недопустимо.
Проблема, однако, в том, что Украина не есть стабильное демократическое государство. Чтобы стать таковым, ей надо пройти трудный путь, сопряжённый с опасностью реставрации тоталитаризма. Она находится сейчас и будет находиться ещё некоторое время в чрезвычайной ситуации, которая сродни военному положению. Ей надо минимизировать риски реставрации, чтобы не получилось так же, как в России.

### Критика
Канадский историк, заслуженный профессор Альбертского университета Дэвид Р. Марплс и вместе с ним группа из 68 иностранных и украинских учёных, экспертов и преподавателей призвала президента Порошенко не подписывать законопроекты № 2538-1 и № 2558. По их мнению, эти законы политизируют историю, противоречат одному из основных политических прав — праву на свободу слова.
10 мая 2017 года украинское отделение международной правозащитной организации Amnesty International раскритиковало задержание «мирных демонстрантов за ненасильственное использование советской символики». «Запрет символики, связанной с коммунистической партией и советским прошлым (принятые в мае 2015 законы о „декоммунизации“) является нарушением права на свободу выражения, а задержание мирных демонстрантов является шагом в ограничении свободы слова и мирных собраний со стороны украинской власти» — заявила Оксана Покальчук, директор Amnesty International в Украине.
Конституционность законов оспаривается группой народных депутатов Украины в Конституционном Суде.
Согласно позиции КПУ, Закон «Об осуждении коммунистического тоталитарного режима» противоречит положениям Конституции Украины, имеющей высшую юридическую силу. В частности, статье 24 (равенство всех граждан, вне зависимости от различных обстоятельств, в том числе — политических взглядов), статье 15, провозглашающей в Украине принцип идеологического многообразия и запрещающей цензуру. Кроме того, осуществление государством политики, направленной против коммунистической идеологии, по существу вводит в качестве обязательной для всех и государственной идеологию антикоммунизма.
Упомянутый выше закон смешивает разнородные понятия «политический режим» и «идеология». Так, программные и уставные документы КПУ не содержат цели установления в стране тоталитарного режима, а напротив, исходят из необходимости развития демократии.
Несимметричность денацификации и декоммунизации:
- Закон № 2558 запрещает гимны СССР, УССР (УССР), других союзных или автономных советских республик или их фрагменты, но не запрещает гимны нацистской Германии и нацистской партии (например, «Песня Хорста Весселя»).
- Под запрет попадают не только герб СССР и союзных республик, но и осовремененные изображения и атрибутика, в которых воспроизводится сочетание серпа и молота; серпа, молота и пятиконечной звезды; плуга (сохи), молота и пятиконечной звезды. Так, под запрет попадает эмблема Организации ветеранов Украины. В то же время отсутствует перечень символики НСДАП и вообще не упомянута свастика. Речь не идёт также о запрете неонацизма и его символов — стилизованных форм свастики, «Черного солнца», «коловрата», «Волчьего крюка» (Wolfsangel), удвоенной руны «зиг», закодированного нацистского лозунга «1488» и другие. Из Уголовного кодекса Украины изъята статья, которая запрещает «отрицание или оправдание» преступлений фашизма, Ваффен-СС и тех, кто сотрудничал с оккупантами. Ни словом не упоминаются в законе № 2558 организации, признанные преступными по приговору Нюрнбергского трибунала, — СС, СД, гестапо и их символика. Запрет символики сателлитов СССР не распространен на сателлитов нацистской Германии — Венгрию, Румынию, Словакию, Болгарию, Хорватию, а также на символику пронацистских режимов оккупированной Европы и символику нацистских партий Европы — венгерской Партии скрещенных стрел, румынской «Железной гвардии», хорватских усташей, норвежского «Национального единения» и другие[12].

### Заключение Венецианской комиссии
21 декабря 2015 года Венецианская комиссия, рассмотрев закон «Об осуждении коммунистического и нацистского тоталитарных режимов в Украине и запрете пропаганды их символики», рекомендовала уточнить формулировки «символы», «пропаганда», «отрицание преступлений», привести санкции закона в соответствие с опасностью деяний, а также прописать, что запрет организаций (в особенности политических партий) может быть лишь крайней мерой.